# Sauzet, Lot
Sauzet là một xã thuộc tỉnh Lot trong vùng Occitanie phía tây nam nước Pháp. Xã này nằm ở khu vực có độ cao trung bình 282 mét trên mực nước biển.
Sông Séoune bắt nguồn từ xã này và tạo thành một phần ranh giới tây nam.